# Centgericht
Ein Centgericht war eine mittelalterliche und neuzeitliche Rechtsinstitution im Heiligen Römischen Reich (HRR).

## Definition
Ein Centgericht war im Rahmen der Ausübung der Hochgerichtsbarkeit mit der Rechtsprechung betraut. Es nahm damit den judikativen Aufgabenteil eines Centamtes wahr, denn wie im HRR üblich bestand keine Trennung der Rechtsprechung von der Verwaltung. Der exekutive Aufgabenteil eines Centamtes wurde hingegen vom Ausschuss ausgeübt, einem paramilitärisch organisierten Truppenverband, der unter anderem auch zur Strafverfolgung eingesetzt wurde. Aufgeboten wurde der Ausschuss vom Centrichter, der der oberste Beamte eines Centamtes war. Dieser ursprünglich vom Bischof bestellte Richter stand dem Centgericht vor und hielt mit seinem Schöffenkollegium Gerichtssitzungen ab, in denen straffällig gewordene Bewohner des Centbezirks abgeurteilt wurden. Das Bestimmungswort der Bezeichnung „Centgericht“ wurde von lateinisch centum („hundert“) abgeleitet, was auf die Zeit der Fränkischen Landnahme zurückging, denn in dieser Zeit erfolgte die Ansiedlung von Kolonisten nach Hundertschaften.

## Geschichte
Die Rolle des Centgerichtes erfuhr während des 16. Jahrhunderts einen erheblichen Bedeutungsverlust. Ursächlich dafür war der große Umwälzungsprozess, der sich seit dem Ende des 15. Jahrhunderts im Rechtswesen des HRR ergeben hatte. Dadurch wurde der Zuständigkeitsbereich des Centgerichtes deutlich eingeengt und ein wesentlicher Teil seiner bisherigen Kompetenzen fiel nun dem Bereich der Vogteilichen Gerichtsbarkeit zu, deren Ausübung dem Vogtgericht oblag. Dem Centgericht verblieb danach nur noch die Abstrafung schwerer Kriminalfälle, denn deren Bearbeitung fiel weiterhin in den rechtlichen Wirkungsbereich eines Hochgerichtsamtes. Diese mit der Todesstrafe bedrohten Straftaten umfassten die vier oder fünf „hohen Rügen“, die bereits in Urkunden aus dem frühen 14. Jahrhundert genannt wurden. Dazu zählten vor allem Mord oder Totschlag, schwere blutige Körperverletzung, schwerer Diebstahl, Notzucht und nächtliche Brandstiftung.